# مجانين على الطريق (فلم)
مجانين على الطريق هو فيلم كوميدي مصري من إخراج شريف حمودة  وبطولة سمير صبري، سماح أنور، سعاد نصر، سعيد عبد الغني ونعيمة الصغير، صدر الفيلم في 4 مارس 1991.

## نبذة
يحكي الفيلم قصة سائق تعرض لحادث، وتداهمه أزمة قلبية على الطريق، وفيما يتجمع حوله بعض راكبي السيارات يعترف أمامهم أنه دفن مليوني دولار في وادي الراحة بسيناء، ويتسابق الجميع للحصول على هذا الكنز

## طاقم العمل
- سمير صبري بدور فاورق
- سماح أنور بدور سامية
- سعاد نصر بدور فردوس
- نعيمة الصغير بدور نسمة
- سميرة صدقي بدور عايدة
- أديب الطرابلسي بدور ميدو
- محمد أبو الحسن بدور محسن
- محمد فريد بدور محمود
- بدر نوفل بدور صاحب المال
- محمد الصاوي بدور رشاد
- ألفت سكر بدور ناني

## وصلات خارجية
- مقالات تستعمل روابط فنية بلا صلة مع ويكي بيانات